# Gundula Sell
Gundula Sell (* 1963 in Meißen) ist eine deutsche Journalistin und Schriftstellerin.

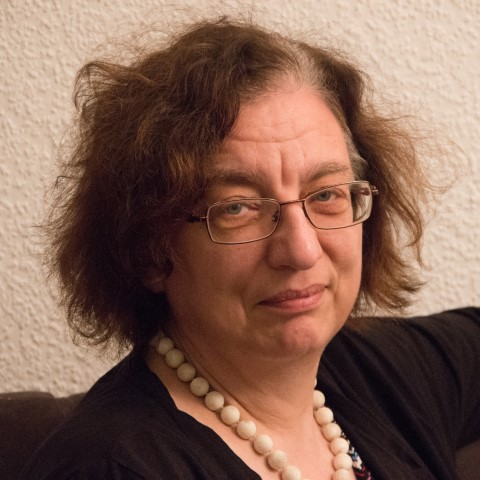
Gundula Sell, Journalistin und Schriftstellerin

## Leben
Gundula Sell wurde 1963 in Meißen geboren. Nach Schulbesuch und Abitur arbeitete sie in Stendal als Theatermalerin und in Ostberlin als Verlagsmitarbeiterin. 1984 bis 1988 absolvierte sie ein Direktstudium am Literaturinstitut Leipzig; 1989/90 betreute sie als Lektorin im Verlag Das Neue Berlin Science-Fiction deutscher und sowjetischer Autoren; 1990/91 leitete sie die Meißner Lokalredaktion der Zeitung Die Union, für die sie auch zahlreiche Artikel verfasst hat. Anschließend war sie Fraktionsmitarbeiterin im sächsischen Landtag; Pressereferentin, Öffentlichkeitsarbeiterin und Wissenschaftliche Mitarbeiterin. Seit 2006 arbeitet sie als Referentin im Sächsischen Staatsministerium für Wissenschaft, Kultur und Tourismus. Sie lebt in Meißen, wo sie für die SPD von 1994 bis 2014 Stadträtin war.
Als Autorin ist sie sowohl mit historisch-realistischen als auch mit phantastischen und Science-Fiction-Erzählungen sowie mit Gedichten hervorgetreten. Sie hat ca. vierhundert Buchrezensionen geschrieben, veröffentlicht zu einem großen Teil in der Sächsischen Zeitung (Dresden), aber auch in anderen Zeitungen, Zeitschriften und in Sammelbänden wie dem Jahrbuch Das Science Fiction Jahr. Auch am Werkführer durch die utopisch-phantastische Literatur (hrsg. von F. Rottensteiner und M. Koseler) hat sie mitgearbeitet. Rund hundert Gedichte Gundula Sells sind seit 1981 in Zeitungen, Zeitschriften und Lyrik-Anthologien erschienen.

## Bibliografie

### Erzählungsband
Die Rote Blume. Erzählungen. Hohenheim: Stuttgart und Leipzig 2001, ISBN 3-89850-032-2.
Inhalt:
- Unterm Bogen
- Das Buch Astrid
- Déménagement
- Luisa träumt
- Die Rote Blume
- Woche ohne Adler

### Verstreut publizierte Erzählungen und Kurzprosa
- Georg Büchner: Die zweite Lebenshälfte (alternativhistorische Prosa, 1994)
- Die Vision des Königs (Skizze, 1998; auch 2023 als Beitrag zum Zyklus „Drei Kapitel aus dem Noch Neueren Testament“ mit Erik Simon, dort als „Gregor Simsel“)
- Ich hat etwas gefunden ... (SF-Erzählung, 1999)
- Grußwort für den Penta-Con in Dresden 2001 (satirische Prosa, 2001, als „Dr. Dieter Köstritz“)
- Retter der Ewigkeit (phantastische Erzählung, 2001, mit Erik Simon als „Gregor Simsel“)
- Platiks Bretter (Fantasy-Erzählung, 2003)
- Barbaras Turm (phantastische Erzählung, 2006)
- Der Grünspan (SF-Erzählung, 2011)
- Plmrrkah (SF-Kurzgeschichte, 2011)
- 3. Mai, 11 Uhr, Orsinohrad (Skizze, 2012)
- Orsinien, im Oktober (Skizze, 2012)
- Das Sammeln (phantastische Erzählung, 2012)
- Bordtagebuch: Auf den Halben Planeten (SF-Erzählung von E. Simon und A. & K. Steinmüller, 2014; von Gundula Sell stammt das Exposé dazu)
- Das Kraut der Unsterblichen (alternativhistorische Erzählung, 2017)
- Das Loch: 3. Die Rückkehr (2024, mit Erik Simon als „Gregor Simsel“)